# Oxysarcodexia floricola
Oxysarcodexia floricola är en tvåvingeart som beskrevs av Guilherme A.M.Lopes 1975. Oxysarcodexia floricola ingår i släktet Oxysarcodexia och familjen köttflugor.
Artens utbredningsområde är Costa Rica. Inga underarter finns listade i Catalogue of Life.